# Монтедінове
Монтедінове (італ. Montedinove) — муніципалітет в Італії, у регіоні Марке,  провінція Асколі-Пічено.
Монтедінове розташоване на відстані близько 155 км на північний схід від Рима, 75 км на південь від Анкони, 14 км на північ від Асколі-Пічено.
Населення — 500 осіб (2014).
Щорічний фестиваль відбувається 10 серпня. Покровитель — святий мученик Лаврентій.

## Демографія
Населення за роками:

Станом на 1 січня 2023 року в муніципалітеті офіційно проживало 50 іноземців з 19 країн, серед них 16 громадян країн Євросоюзу та 1 громадянин України.

## Сусідні муніципалітети
- Кастіньяно
- Монтальто-делле-Марке
- Монтельпаро
- Ротелла